# Lagarrigue (Tarn)
Lagarrigue é uma comuna francesa na região administrativa da Occitânia, no departamento de Tarn. Estende-se por uma área de 4.86 km², e possui 1.837 habitantes, segundo o censo de 2018, com uma densidade de 380 hab/km².